# Exocentrus blotei
Exocentrus blotei là một loài bọ cánh cứng trong họ Cerambycidae.